# Edsåsen
Edsåsen är en by några kilometer söder om Undersåker i Åre kommun. Namnet Edsåsen syftar förmodligen på edorna i Brattlandsströmmen som förr i tiden var överfartsleder. Edsåsen är en av de äldsta byarna i västra Jämtland. Från 2023 avgränsar SCB här en småort.

## Omgivning
Byn ligger vid foten av fjället Välliste, vars topp ligger på  1024 m ö.h. Namnet "Vælistä" är sydsamiskt och betyder "gott bete". 
Från Edsåshöjden har man en god utsikt och vid klart väder kan man se kyrkan i Ås utanför Östersund. Lite längre upp längs den väg som genomkorsar Edsåsen ligger Edsåsdalen.